# Catedral de Nuestra Señora de la Paz (Antipolo)
La Catedral de Nuestra Señora de la Paz y del Buen Viaje o la Catedral de la Inmaculada Concepción de Antipolo informal o localmente conocida como la Virgen de Antipolo (en tagalo: Katedral ng Antipolo), es un edificio religioso en el que se encuentra una estatua católica de madera oscura del siglo XVI de la Santísima Virgen que es venerada por los católicos filipinos. Es la catedral de la diócesis de Antipolo.
La estatua se encuentra consagrada en la Catedral de Antipolo, bajo el patrocinio titular de la Inmaculada Concepción de María en Antipolo, Rizal, Filipinas. La estatua es conocida por haber cruzado el Océano Pacífico en seis ocasiones en un recorrido desde Manila a Acapulco, México sin ningún tipo de daños o pérdidas.